# Galerina sulciceps
Espèce
Galerina sulciceps est une espèce de champignon vénéneux de la famille des Strophariaceae. Distribuée en Indonésie et Inde, cette espèce est réputée plus dangereuse que l'Amanite phalloïde[réf. nécessaire].

## Systématique
Le nom correct complet (avec auteur) de ce taxon est Galerina sulciceps (Berk.) Boedijn, 1951,.
L'espèce a été initialement classée dans le genre Marasmius sous le basionyme Marasmius sulciceps Berk., 1847.
Galerina sulciceps a pour synonymes :
- Chamaeceras sulciceps (Berk.) Kuntze, 1898
- Marasmius sulciceps Berk., 1847

## Publication originale
- (en) K. B. Boedijn, « Some Mycological Notes », Sydowia, Verlag Ferdinand Berger & Söhne (d), vol. 5, nos 3-6,‎ 1951, p. 211-229 (ISSN 0082-0598, OCLC 1767032, lire en ligne).